# 선우혜경
선우혜경(1957년 ~ )은 대한민국의 가수이다.

## 생애
코미디언 최경자의 딸로 태어났다. 1976년 1집 앨범 '그리워도 이제는'을 내며 데뷔했다. 1977년 신인 여자가수상을 수상했다. 노래 '손', '당신 때문에' 등을 히트시켰다. 1980년 MBC 10대 가수상을 받았다. 1995년 캐나다로 이민을 떠났다가 귀국했다. 2011년 한국소아암재단 홍보대사를 지냈다.  